# アグネス・ラム
アグネス・ラム（出生名:アグネス・ナラニ・ラム, Agnes Nalani Lum、 1956年5月21日 - ）は、1970年代後半に日本で活躍した米国出身のモデル。スペースクラフトに所属していた。あどけない顔に不釣り合いなグラマラスな身体で人気を博し、水着の似合う健康美で「アグネス・ラムフィーバー」を引き起こした。グラビアアイドルの先駆者と評価するメディアもある。

## 来歴
1956年5月21日、ハワイ州ホノルルに生まれ、この地で育つ。父は中国系アメリカ人。母はアメリカ人（イングランド、アイルランド、ポルトガル、ハワイ先住民のルーツを持つ）。姓のラムは、父親の姓「林」の広東語読みである。4人姉妹の末っ子。
ホノルルのKalaheo Intermediate Schoolに入学。ホノルル・アドバタイザー（現・ホノルル・スター・アドバタイザー）の記者Rodney Leeは、7年生だった頃、当時9年生のアグネスが学校のチアリーダーのチームで活動していたと証言している。ロドニーによると、アグネスは初恋の人であるが、結局声もかけずに遠くから観察することしかできなかった。
ホノルルのカイルア・ハイスクール（Kailua High School）在学中よりモデルとして働き、ハワイで有名になる。
1974年5月、ミス・ハワイUSAで優勝するが、主催者サイドが要求する年齢の必要条件を満たしていないとして取り消される。
同年、高校卒業後ホノルルのモデルエージェンシーで事務のアルバイトをしていたところを、日本のコーディネーターにスカウトされ、日本でデビューする。
1975年3月末、初来日。電車で秋葉原に行くが、「ハワイでは経験したことのない寒さを、いまも覚えて」いる。この時は小さな仕事しか獲得できなかった。日本に居住して仕事を続けることを大西一興(後のスペースクラフト代表)から説得されたが、寒さとホームシックを理由に断る。ハワイを拠点に活動するという条件で帰国。
1975年、グリコ協同乳業（グリコ天然ジュース）と 雑誌『non-no』のモデルに選ばれ日本デビュー。同年11月、ライオン油脂の「エメロン・ミンキー・トリートメント」のCM出演が評判となり、たちまち大人気となった。資生堂（アクエア）、コダック（コダックインスタマチック）のCMに出演。6月、初代クラリオンガールに選ばれる。ただし、これについては異論も存在する。『アグネス・ラムのいた時代』という書籍によると、クラリオンガールという用語が正式に使用されるようになったのは1979年（第5代・田中なおみ）以降で、初代から第4代までは『平凡パンチ』とクラリオンの意向により、戦略的判断で後付けのような形でクラリオンガールと呼ばれるようになったCITEREF長友,_長田2007。
日焼けした小麦色の肌、豊かなバスト（当時巨乳という単語はなかった）とヒップの見事な曲線、愛くるしいルックスを持つつぶらな瞳の美少女の写真は一世を風靡し、概ね1976年から1977年にかけて当時の若者の間に「アグネス・ラムフィーバー」が起きた。因みに同じ事務所のアグネス・チャンも当時豊かなバストを持っており、グラビア写真で両者が共演したこともある。
1976年夏、トヨタ自動車（トヨタ・スプリンター。近藤正臣と共演）、旭化成、クラリオン、コカ・コーラ、象印、ミヤタ自転車など9社のCMに出演。ダイハツ工業のCMに出演した際、その車の受注台数が月間目標台数の2倍以上になるという現象も起きた。同年には『週刊プレイボーイ』、『平凡パンチ』、『GORO』、『明星』、『週刊少年マガジン』のほか、当時のアイドル雑誌『ガール・ガール・ガール』(集英社)、『クランクイン』(辰巳出版)などの表紙・グラビアに多数登場した。他に『週刊読売』の表紙を10週分飾った。
1976年7月に予定されていた来日は直前にキャンセルされる。過密スケジュールとマスコミの取材攻勢を嫌ったアグネスが拒否したのではないかと噂する者もいた。
1976年9月にプロモーション映画『太陽の恋人 アグネス・ラム』が公開された。
1976年11月、来日。スター千一夜（11月12日放送分）に出演。
11月13日、東京都渋谷区の東急百貨店本店屋上で、彼女のサイン会が行われた。約2000人が訪れ、なかには会場に入りきれずに隣のビル屋上にまで詰めかけた者もいた。“アイドルはまず歌手活動がメイン”というのが常識だった時代にグラビアを中心とした芸能活動を行い、のちに元祖グラビアアイドルと呼ばれるようになった。西川りゅうじんによると、日本初のグラビアアイドルである。
1976年12月31日、NHK紅白歌合戦に応援ゲストとして出場（以後、何回か出場）。
1977年、第1回ひろしまフラワーフェスティバルにゲスト出演。アグネス目当ての群衆が殺到し、最終的に本人は消防車で会場を脱出する事態となったが、同イベントの立ち上げと成功に寄与した。1977年7月、シングル『雨あがりのダウンタウン』をリリースし歌手デビューも果たす。同年夏は後楽園ジャンボプールで2ステージ（水着披露とシングル『雨あがりのダウンタウン』歌唱キャンペーン）アグネス目当てに5万人来場。
1979年 - 1981年　大磯ロングビーチの初代キャンペーンガール。
1981年、『帰ってきた若大将』にゲスト出演した。
1983年引退。本人によると日本での活動は初めから短期間の予定だったので引退は予定通り。生活に慣れずホームシックになることもあり、未練はなかった。

### その後
1990年代初頭に「金鳥 タンスにゴン」のCM出演をした。1996年 - 1997年、ダイハツ・パイザーのCMに出演。この時のCMコピーは「おっ、パイザー！」である。これらのCM出演について、夫の仕事がうまくいかなかったため止むを得ず行ったものだとする資料もある。2000年には『あの人は今』（日本テレビ）にも出演した。これを最後に一切の芸能活動をしていない。
1999年よりリリースされているパチンコの『海物語シリーズ』の登場人物「マリンちゃん」は、アグネス・ラムをモチーフにデザインされた。後に本人の実写映像を使用したパチンコも出る。
2018年2月現在、夫のテリーとともに釣り船Nalani Lを経営する。アグネスは予約受付やバックオフィス担当。

### 漫画界に与えた影響
秋本治著『こちら葛飾区亀有公園前派出所』第3巻に収められた「しつこさ一番!!」というエピソードに“日系三世のラム巡査”(アグネス・ラムがモデル)という人物が登場する。『こちら葛飾区亀有公園前派出所』第5巻の巻末にアグネス・ラム本人がコメントを寄せている。
秋本は実はアグネスの大ファンで、漫画の中に本筋とは関係なく彼女に関する記述を残している。ただし、1990年以降、恥ずかしいのでそれらの記述は単行本から削除している。
高橋留美子著『うる星やつら』のヒロイン「ラム」はアグネス・ラムに由来する。アニメ版『うる星やつら』でラム役を演じた平野文が高橋から聞いた話として証言を残している。

### その他
- エビの天ぷらが好きで、来日時にはよく銀座に食べに行った[11]。日本での仕事を終えて帰国する際は御徒町の問屋街に寄り、海苔、イカの燻製、煎餅などを仕入れ両親にもっていく[32]。
- 水着のグラビアということで特に構えることはなかった。当時日本では珍しかったビキニも、ハワイでは若い女の子にとって普通の水着という感覚で、ビキニであることについて日本メディアに質問されてとても驚いた[10]。
- 20 10年、ドールメーカーのキューティーズより1/4スケールの「アグネス･ラム リアルフィギュア」が発売される[33]。

## 私生活
14歳のとき後の夫テリー・ティーブス（Terry Teves、当時16歳）と出会う。その年のクリスマス、初めて二人だけのデート。
引退後の1986年、カウアイ島に移ると同時に結婚。Agnes Tevesとなる。夫は釣り船のガイド。
1987年12月、双子の男の子を出産。
1992年9月11日、ハリケーンによりテリーのボートは転覆、1人の乗組員と共に行方不明となる。翌日、岸まで泳いで生還。

## 出版

### 写真集
- 1993
  - 池谷朗『金環蝕―池谷朗写真集』竹書房 ISBN 4-88475243-0（オムニバス）
- 1999
  - 池谷朗『20世紀を輝いた美女たち―スター青春グラフィティ 池谷朗「昔」写真館』ケイエスエス ISBN 4-87709374-5（オムニバス）
- 2000
  - 『20世紀のヴィーナス―1966-2000』集英社 ISBN 4-08780319-8 （オムニバス）
  - 長友健二『AGNES LUM』ハローケイエンターテインメント ISBN 4-584-17079-7
- 2012
  - 『The グラビアアイドル 楽園の妖精 アグネス・ラム写真集』平凡パンチ特別編集 マガジンハウス ISBN 978-4-83872468-0
- 2017
  - 池谷朗『アグネス・ラム写真集 「1974Memories」』双葉社 ISBN 978-4575312140。電子書籍版（2019）

### その他
- 1998
  - 稲治毅『エデンの南 Agnes Lum My Hawaiian Way of Life』彩文館出版 ISBN 4-916115-12-0
- 2007
  - 長友健二『アグネス・ラムのいた時代』長田美穂編、中央公論新社<中公新書ラクレ> ISBN 978-4-12-150238-4
  - 団塊パンチ編集部『団塊パンチ 4』飛鳥新社 ISBN 978-4870317840

### 電子書籍
- 2019
  - 長友健二・池谷朗 『アグネス・ラム　砂浜の恋人 週刊ポストデジタル写真集』小学館

### CD-ROM
- 2001
  - 池谷朗『HIBISCUS』デジタルアドベンチャー・オリンパス DBOOK-1301

## ディスコグラフィ

### シングル
- 1977年7月
  - 雨上がりのダウンタウン（WARNER, L-100W）c/w I'm Agnes
- 1978年3月
  - さよならは言わない（Never Can Say "Good-bye"）（WARNER, L-203W）c/w グッバイ・ドリーマー[34]

### アルバム
- 1977
  - I Am Agnes Lum（Warner-Pioneer Corporation, L-11001W）
- 1978
  - With Love さよならは言わない（Warner Bros. Records, L-11003W）
- 2002
  - アグネス・ラム – Best（Pony Canyon, PCCA 01832）
- 2014
  - With Love さよならは言わない（Solid Records, CDSOL-1590）（1978年のレコードの再版）[35]

## フィルモグラフィ

### 映画
- 太陽の恋人 アグネス・ラム（1976年9月15日公開） - 製作＝東映 / 監督：三堀篤、音楽：高中正義
- 帰ってきた若大将（1981年2月11日公開） - 製作＝東宝 / 主演：加山雄三 / 監督：小谷承靖

### テレビ
- 火炎樹（フジテレビ）※ドラマは初挑戦[32]
- 大空港 第22話「雪原の大追跡 大統領令嬢に危機迫る!!」（1979年1月8日、フジテレビ / 東映） - 大統領令嬢アニタ
- 鉄道公安官 第16話「アグネスの鎌倉秘密旅行」（1979年8月6日、テレビ朝日 / 東映） - トロンガ王国アグネス王女
- ドリフ大爆笑 第6回（1977年7月19日）- Herself [注釈 8]
- ドリフ大爆笑 第35回 （1980年7月8日）- Herself[36]
- 日曜ビックスペシャル「大転身!あの有名人は今…」(2000年3月26日、テレビ東京)
- あの人は今!?20世紀伝説アイドル108人運身大捜索（2000年12月30日、日本テレビ）
- 超豪華!! あの人は今! 輝く! 夢の紅白歌合戦（2003年2月12日、TBS）
- あの人は今!? テレビ生誕50年世紀のヒロイン50人（2003年10月2日、日本テレビ）
- あの人は今!? 30回記念伝説のヒーロー&ヒロイン108人（2007年3月22日、日本テレビ）[37]

### パチンコ
- CRA大海物語スペシャル With アグネス・ラム（2008年）
- CR新海物語 With アグネス・ラム（2010年）
- CRA新海物語 With アグネス・ラム 遊パチ（2011年）
- CR新海物語 With アグネス・ラム ライト（2011年）
- CRA大海物語2 With アグネス・ラム（2012年）
- CRA大海物語3 With アグネス・ラム（2015年）
- CRA大海物語スペシャル With アグネス・ラム (復刻版)（2017年）
- CR大海物語4 With アグネス・ラム 遊デジ119ver.（2018年）
- PA大海物語4スペシャル With アグネス・ラム（2021年）
- Pまわるん大海物語4スペシャル With アグネス・ラム 119ver.（2021年）
- PA大海物語5 With アグネス・ラム（2023年）